# Elecciones generales de Nicaragua de 1967
Las elecciones generales de Nicaragua de 1967 se llevaron a cabo el 5 de febrero de ese año para elegir al Presidente y al Congreso Nacional. Las elecciones estuvieron macadas por el ascenso al poder de Anastasio Somoza Debayle.

## Desarrollo
Fernando Agüero Rocha encabezó la lista presidencial del Partido Conservador Tradicional (PCT) y fue el único candidato de la coalición Unión Nacional Opositora (UNO). Los conservadores (entonces en el apogeo de su apoyo popular) y sus aliados socialcristianos y liberales independientes movilizaron una oposición popular generalizada a la primera candidatura presidencial del jefe de la Guardia Nacional Anastasio Somoza Debayle.
Por su parte, el Partido Conservador (PC) nominó su propio candidato, Alejandro Abaunza Marenco, luego de no lograr un acuerdo para unir fuerzas con la UNO.
La campaña se vio ensombrecida por la masacre del 22 de enero, en la que elementos de la Guardia Nacional abrieron fuego contra una manifestación de la UNO.
En retrospectiva, la elección de 1967 fue el cenit del aparato político y electoral de Somoza. A partir de ese momento, Somoza se hizo cargo personalmente de todo, excluyó a los principales grupos de poder dentro del Partido Liberal Nacionalista e inició un declive gradual en los esfuerzos electorales que finalmente perdieron toda pretensión de ser democráticos a nivel interno.

## Resultados
| Candidato                 | Partido/Alianza                    | Votos     | %      | Diputados | Senadores |
| ------------------------- | ---------------------------------- | --------- | ------ | --------- | --------- |
| Anastasio Somoza Debayle  | Partido Liberal Nacionalista (PLN) | 380,162   | 70.30% | 35        | 11        |
| Fernando Agüero Rocha     | Unión Nacional Opositora (UNO)     | 157,432   | 29.12% | 17        | 6         |
| Alejandro Abaunza Marenco | Partido Conservador (PC)           | 3,120     | 00.58% | 1         | 0         |
| Total de votos válidos    | Total de votos válidos             | 540,714   | 100%   |           |           |
| Votos nulos               | Votos nulos                        | ??        | ??     |           |           |
| Total de votos            | Total de votos                     | ??        | ??     |           |           |
| Votantes registrados      | Votantes registrados               | ??        | –      |           |           |
| Población                 | Población                          | 1,700,000 | –      |           |           |

Nota: Un ex-vicepresidente fue designado como senador vitalicio.